# CloudCompare
CloudCompare — це програмне забезпечення для обробки 3D-хмар точок (наприклад, отримане за допомогою лазерного сканера). Він також може обробляти трикутні сітки та калібровані зображення.
Під час співпраці між Telecom ParisTech і відділом досліджень і розробок EDF, проект CloudCompare почався у 2003 році з доктором філософії Даніелем Жирардо-Монто з виявленням змін на 3D-геометричних даних. У той час його основною метою було швидке виявлення змін у 3D хмарах високої щільності, отриманих за допомогою лазерних сканерів на промислових об'єктах (таких як електростанції) або будівельні майданчики. Згодом він еволюціонував у бік більш загального і сучасного програмного забезпечення для обробки 3D-даних. Тепер це незалежний проект з відкритим і вільним програмним забезпеченням.

CloudCompare надає набір основних інструментів для ручного редагування і візуалізації 3D точок хмар і трикутних сіток. Він також пропонує різні передові алгоритми обробки, серед яких методи для виконання:
- проєкції (осьові, циліндричні або конусні розгортки, …)

- реєстрація (ICP[en], …)

- обчислення відстані (хмара-хмара або хмара-сітка найближчого сусіда відстань …)

- обчислення статистики (просторовий критерій Хі-квадрат …)

- сегментація (маркування підключених компонентів, на основі поширення фронту…)

- оцінка геометричних характеристик (щільність, кривина, шорсткість, орієнтація геологічної площини[en], …)

CloudCompare може обробляти необмежену кількість скалярних полів в хмарі точок, на яких можуть бути застосовані різні спеціальні алгоритми (згладжування, оцінка градієнта, статистика тощо). Система динамічної передачі кольору допомагає користувачеві ефективно візуалізувати точкові скалярні поля. Таким чином, CloudCompare може також використовуватися для візуалізації N-D даних.
Користувач може інтерактивно сегментувати 3D об'єкти (з допомогою 2D ламаної, намальованої на екрані), інтерактивно обертати / переводити один або декілька об'єктів щодо інших, інтерактивно вибирати окремі точки або пари точок (щоб отримати відповідну довжину сегмента) або трійки точок (щоб отримати відповідний кут і площину нормалі). Остання версія також підтримує створення 2D-міток, прикріплених до точок або прямокутних областей.
CloudCompare доступний на платформах Windows, Linux і Mac OS X, як для 32, так і для 64-бітних архітектур. Він розроблений в C++ за допомогою Qt.

## Введення-Виведення
CloudCompare підтримує введення-виведення в наступних форматах:
- BIN (CloudCompare власний бінарний формат)
- Хмара ASCII (одна крапка за рядком «XYZ …») [майстер]
- PLY хмара або сітка [майстер]
- OBJ- сітка
- Хмара або сітка VTK[en]
- Сітка STL
- E57 (стандарт ASTM E2807[4]) хмари та калібровані зображення
- LAS[en] і LAZ хмари
- Файли PCD- бібліотеки Cloud Cloud
- Сітка FBX[en]
- SHP файли
- Сітка OFF (Geomview)
- Хмара PTX (Leica)
- Хмара FLS / FWS (Faro)
- Хмара (DP) (DotProduct)
- Хмара (RDB / RDBX / RDS) (Riegl)
- Проекти PSZ (Photoscan)
- Різні інші формати полі ліній

Більш того, завдяки співпраці з Ірвіном Колларом (творецем AirPhoto SE, програми для геометричної ректифікації автознімків з декількох зображень), CloudCompare також може імпортувати вихідний файл програмного забезпечення Snavely Bundler SfM (.out) для створення ортофотографій (безпосередньо у вигляді файлів зображень або у вигляді 2D хмар точок) і апроксимованого DTM (на основі ключових точок Bundler), забарвлених даними зображень.
CloudCompare також може імпортувати різні інші формати: Aveva PDMS '.скрипти mac '(підтримувані примітиви: циліндр, площина, конус, куля, поле і профіль пресування), SOI (від старих сканерів Mensi Soisic), PN, PV, POV, ICM, і т. д. зрештою, CloudCompare також може експортувати файли Maya ASCII (MA).

## Плагіни
Механізм плагінів дозволяє додатково розширити можливості CloudCompare. Доступні два види плагінів:
- стандартні плагіни для алгоритмів, що надходять або з академічного світу (ShadeVis,[5] HPR, Реконструкція Пуассона,[6] булеві операції на сітках,[7] тощо), або із зовнішніх бібліотек (PCL) або інших (наприклад, генерація анімації з qAnimation)
- OpenGL плагіни для розширених шейдерів (EyeDome Lighting,[8] SSAO тощо)